# Мюллер, Крис (футболист)
Кри́стофер Мэ́ттью Мю́ллер (англ. Christopher Matthew Mueller; 29 августа 1996, Шомберг, Иллинойс, США) — американский футболист, нападающий клуба «Чикаго Файр». Выступал за сборную США.

## Карьера

### Молодёжная карьера
Во время обучения в Висконсинском университете в Мадисоне в 2014—2017 годах Мюллер играл за университетскую футбольную команду в Национальной ассоциации студенческого спорта, забив 22 мяча в 75 матчах регулярного сезона. В 2016 году он был включён в третью Всеамериканскую символическую сборную и первую символическую сборную конференции Big Ten. В 2017 году он был назван атакующим игроком года в конференции Big Ten, был включён в первую символическую сборную конференции Big Ten и во вторую Всеамериканскую символическую сборную.
В 2017 году Мюллер также выступал за клуб «Чикаго Эф-си Юнайтед» в Премьер-лиге развития.

### Клубная карьера
19 января 2018 года на Супердрафте MLS Мюллер был выбран под общим шестым номером клубом «Орландо Сити». Его профессиональный дебют состоялся 3 марта в матче первого тура сезона 2018 против «Ди Си Юнайтед», завершившимся ничьей 1:1, в котором он вышел в стартовом составе. Свой первый гол забил 8 апреля в матче против «Портленд Тимберс», завершившимся победой 3:2. 21 апреля в матче против «Сан-Хосе Эртквейкс» забил самый быстрый гол в истории «Орландо Сити», поразив ворота соперника на 63-й секунде, а позже в матче отдал первую результативную передачу в своей профессиональной карьере. По итогам сезона 2018 Мюллер номинировался на награду «Новичок года в MLS», но по результатам голосования уступил Кори Бэрду.
22 июля 2021 года было объявлено, что Мюллер подписал с клубом чемпионата Шотландии «Хиберниан» предварительный контракт, вступающий в силу с 1 января 2022 года. За «Хибс» дебютировал 20 января в матче Кубка Шотландии против «Ков Рейнджерс». 13 февраля в матче Кубка Шотландии против «Арброта» забил свой первый гол за «Хибс».
5 мая 2022 года Мюллер вернулся в MLS, перейдя по свободному трансферу в «Чикаго Файр». Игрок подписал с клубом контракт до конца сезона 2025 с опцией продления на сезон 2026. За права на него в MLS «Орландо Сити» получил от «Чикаго Файр» $500 тыс. в общих распределительных средствах, пик первого раунда Супердрафта 2023 и права в MLS на неназванного игрока, а также процент от суммы его возможной последующей продажи и дополнительные $150 тыс. в общих распределительных средствах в зависимости от достижения им определённых показателей. За «Файр» он дебютировал 7 мая в матче против «Атланты Юнайтед», выйдя на замену в перерыве между таймами вместо Брайана Гутьерреса. 18 мая в матче против «Нью-Йорк Ред Буллз» забил свой первый гол за «Файр».

### Международная карьера
30 ноября 2020 года Мюллер был впервые вызван в сборную США — в тренировочный лагерь, завершавшийся товарищеским матчем со сборной Сальвадора 9 декабря. Выйдя в игре с «Лос Кускатлекос» в стартовом составе, отметил дебют за звёздно-полосатую дружину двумя голами и одной голевой передачей, за что был назван игроком матча.

## Статистика выступлений
| Выступление      | Выступление      | Выступление      | Лига | Лига | Плей-офф | Плей-офф | Кубок | Кубок | Прочие | Прочие | Итого | Итого |
| Клуб             | Лига             | Сезон            | Игры | Голы | Игры     | Голы     | Игры  | Голы  | Игры   | Голы   | Игры  | Голы  |
| ---------------- | ---------------- | ---------------- | ---- | ---- | -------- | -------- | ----- | ----- | ------ | ------ | ----- | ----- |
| Орландо Сити     | MLS              | 2018             | 32   | 3    | —        | —        | 2     | 0     | —      | —      | 34    | 3     |
| Орландо Сити     | MLS              | 2019             | 29   | 5    | —        | —        | 4     | 1     | —      | —      | 33    | 6     |
| Орландо Сити     | MLS              | 2020             | 22   | 10   | 2        | 0        | —     | —     | 4      | 0      | 28    | 10    |
| Орландо Сити     | MLS              | 2021             | 29   | 3    | 1        | 0        | —     | —     | —      | —      | 30    | 3     |
| Орландо Сити     | Итого            | Итого            | 112  | 21   | 3        | 0        | 6     | 1     | 4      | 0      | 125   | 22    |
| Хиберниан        | Премьершип       | 2021/22          | 11   | 0    | —        | —        | 4     | 1     | —      | —      | 15    | 1     |
| Чикаго Файр      | MLS              | 2022             | 12   | 2    | —        | —        | —     | —     | —      | —      | 12    | 2     |
| Всего за карьеру | Всего за карьеру | Всего за карьеру | 135  | 23   | 3        | 0        | 10    | 2     | 4      | 0      | 152   | 25    |